# Escape from Monkey Island
Escape from Monkey Island és un joc d'aventura desenvolupat i publicat per LucasArts el 2000. És el quart joc de la sèrie Monkey Island.
La producció va ser dirigida per Sean Clark i Michael Stemmle que havien treballat prèviament en Sam & Max Hit the Road.
El joc se centra en el pirata Guybrush Threepwood, que torna a casa amb la seva dona Elaine Marley després de la seva lluna de mel, per trobar-la erròniament declarada morta i vacant el seu càrrec de governadora. Guybrush ha de trobar una manera de restaurar Elaine a governadoria, mentre descobreix un complot per convertir el Carib en una trampa turística, encapçalada pel seu arxienemic LeChuck i el conspirador australià Ozzie Mandrill.
Sean Clark i Michael Stemmle van ser els dissenyadors principals, els quals han treballat en títols d'aventura anteriors de LucasArts. La banda sonora inclou les contribucions de cinc compositors, incloent-hi Michael Land, compositor dels jocs anteriors de Monkey Island. Escape va ser l'últim dels jocs d'aventura alliberats per LucasArts. També va ser el segon i últim joc utilitzant el motor GrimE, que va ser actualitzat des del seu primer ús en Grim Fandango.

## Altres jocs de la sèrie (per ordre de publicació)
- (Monkey Island I:) El secret de Monkey Island, The Secret of Monkey Island en anglès (1990)
- Monkey Island II: La venjança d'en LeChuck, Monkey Island II: LeChuck's Revenge en anglès (1991)
- (Monkey Island III:) La maledicció de Monkey Island, The Curse of Monkey Island en anglès (1997)
- (Monkey Island V:) Històries de Monkey Island, Tales of Monkey Island en anglès (2009)